# Куба (селище, Нью-Йорк)
Куба (англ. Cuba) — селище (англ. village) в США, в окрузі Аллегені штату Нью-Йорк. Населення — 1517 осіб (2020).

## Географія
Куба розташована за координатами 42°13′6″ пн. ш. 78°16′31″ зх. д. / 42.21833° пн. ш. 78.27528° зх. д. (42.218292, -78.275211).  За даними Бюро перепису населення США в 2010 році селище мало площу 3,15 км², уся площа — суходіл.

## Демографія
Згідно з переписом 2010 року, у селищі мешкало 1575 осіб у 626 домогосподарствах у складі 408 родин. Густота населення становила 500 осіб/км².  Було 707 помешкань (224/км²).
Расовий склад населення:
| - 97,4 % — білих - 0,7 % — чорних або афроамериканців - 0,3 % — корінних американців - 0,3 % — азіатів |

До двох чи більше рас належало 0,9 %. Частка іспаномовних становила 1,7 % від усіх жителів.
За віковим діапазоном населення розподілялося таким чином: 25,8 % — особи молодші 18 років, 58,4 % — особи у віці 18—64 років, 15,8 % — особи у віці 65 років та старші. Медіана віку мешканця становила 37,8 року. На 100 осіб жіночої статі у селищі припадало 85,5 чоловіків;  на 100 жінок у віці від 18 років та старших — 81,2 чоловіків також старших 18 років.
Середній дохід на одне домашнє господарство  становив 57 229 доларів США (медіана — 46 908), а середній дохід на одну сім'ю — 64 454 долари (медіана — 56 250). Медіана доходів становила 43 015 доларів для чоловіків та 33 409 доларів для жінок. За межею бідності перебувало 22,3 % осіб, у тому числі 34,1 % дітей у віці до 18 років та 4,6 % осіб у віці 65 років та старших.
Цивільне працевлаштоване населення становило 716 осіб. Основні галузі зайнятості: освіта, охорона здоров'я та соціальна допомога — 39,4 %, виробництво — 17,9 %, роздрібна торгівля — 11,2 %, мистецтво, розваги та відпочинок — 9,1 %.